# Brachypogon corius
Brachypogon corius är en tvåvingeart som först beskrevs av Meillon och Hardy 1954.  Brachypogon corius ingår i släktet Brachypogon och familjen svidknott. Inga underarter finns listade i Catalogue of Life.